# Rajon Hrebinka
Rajon Hrebinka (ukrainisch Гребінківський район/Hrebinkiwskyj rajon; russisch Гребенковский район/Grebenkowski rajon) war ein Rajon im Westen der zentralukrainischen Oblast Poltawa.

## Geographie
Der Rajon lag im Westen der Oblast Poltawa. Er grenzte im Norden an den Rajon Pyrjatyn, im Osten auf einem kurzen Stück an den Rajon Lubny, im Südosten und Süden an den Rajon Orschyzja sowie im Westen an den Rajon Drabiw (in der Oblast Tscherkassy).

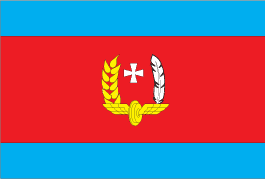
Flagge des Rajons

Das ehemalige Rajonsgebiet liegt im Dneprtiefland und wird von den Flüssen Sliporid, Hnyla Orschyzja (Гнила Оржиця) und die Sucha Orschyzja (Суха Оржиця) durchflossen, dabei ergeben sich Höhenlagen zwischen 100 und 120 Metern.
Der Anteil der städtischen Bevölkerung beträgt 45,2 %. Der Rajon Hrebinka wird dabei überwiegend von Ukrainern bewohnt (95,4 %; Stand: 5. Dezember 2001), gefolgt von Russen (3,5 %), Weißrussen (0,3 %), Armeniern (0,2 %) und Moldawiern (0,2 %) (Die Zahlen beziehen sich nicht auf die Staatsbürgerschaft, sondern auf die Nationalität).

## Geschichte
Der Rajon wurde am 25. Oktober 1935 als Teil der Ukrainischen SSR in der Sowjetunion erschaffen, seit dem 8. Dezember 1966 besteht er in seiner heutigen Form, 1991 wurde er ein Teil der heutigen Ukraine.
Am 17. Juli 2020 kam es im Zuge einer großen Rajonsreform zum Anschluss des Rajonsgebietes an den Rajon Lubny.

## Administrative Gliederung
Auf kommunaler Ebene war der Rajon in eine Stadtratsgemeinde und 16 Landratsgemeinden unterteilt, denen jeweils einzelne Ortschaften untergeordnet waren.
Zum Verwaltungsgebiet gehörten:
- 1 Stadt
- 41 Dörfer

### Städte
| Städte                   | Städte     | Städte              |
| Name                     | Name       | Name                |
| ukrainisch transkribiert | ukrainisch | russisch            |
| ------------------------ | ---------- | ------------------- |
| Hrebinka                 | Гребінка   | Гребенка (Grebenka) |

### Dörfer
| Dörfer                            | Dörfer                    | Dörfer                                                      | Dörfer            |
| Name                              | Name                      | Name                                                        | Gemeindezuordnung |
| ukrainisch transkribiert          | ukrainisch                | russisch                                                    | Gemeindezuordnung |
| --------------------------------- | ------------------------- | ----------------------------------------------------------- | ----------------- |
| Beresiwka                         | Березівка                 | Березовка (Beresowka)                                       | Beresiwka         |
| Bessidiwschtschyna                | Бесідівщина               | Беседовщина (Bessedowschtschina)                            | Potschajiwka      |
| Horby                             | Горби                     | Горбы (Gorby)                                               | Rudka             |
| Hryhoriwka                        | Григорівка                | Григоровка (Grigorowka)                                     | Hryhoriwka        |
| Hruschkiwka                       | Грушківка                 | Грушковка (Gruschkowka)                                     | Serbyniwka        |
| Hulakiwka                         | Гулаківка                 | Гулаковка (Gulakowka)                                       | Slobodo-Petriwka  |
| Kornijiwka                        | Корніївка                 | Корнеевка (Kornejewka)                                      | Beresiwka         |
| Korowaji                          | Короваї                   | Короваи (Korowai)                                           | Korowaji          |
| Kulaschynzi                       | Кулажинці                 | Кулажинцы (Kulaschinzy)                                     | Kulaschynzi       |
| Lutajka                           | Лутайка                   | Лутайка (Lutaika)                                           | Korowaji          |
| Majorschtschyna                   | Майорщина                 | Майорщина (Majorschtschina)                                 | Majorschtschyna   |
| Marjaniwka                        | Мар'янівка                | Марьяновка (Marjanowka)                                     | Marjaniwka        |
| Mychajliwka                       | Михайлівка                | Михайловка (Michailowka)                                    | Stukaliwka        |
| Nataliwka                         | Наталівка                 | Наталовка (Natalowka)                                       | Nataliwka         |
| Nowodar                           | Новодар                   | Новодар                                                     | Marjaniwka        |
| Nowoseliwka                       | Новоселівка               | Новоселовка (Nowoselowka)                                   | Potschajiwka      |
| Owsjuky                           | Овсюки                    | Овсюки (Owsjuki)                                            | Owsjuky           |
| Oleksandriwka                     | Олександрівка             | Александровка (Alexandrowka)                                | Oleksandriwka     |
| Oleksijiwka                       | Олексіївка                | Алексеевка (Alexejewka)                                     | Nataliwka         |
| Orschyzja                         | Оржиця                    | Оржица (Orschiza)                                           | Slobodo-Petriwka  |
| Ossawulschtschyna                 | Осавульщина               | Есаульщина (Jessaulschtschina)                              | Oleksandriwka     |
| Pawliwschtschyna                  | Павлівщина                | Павловщина (Pawlowschtschina)                               | Oleksandriwka     |
| Pokrowschtschyna                  | Покровщина                | Покровщина (Pokrowschtschina)                               | Owsjuky           |
| Poljowe (bis 2016 Paryska Komuna) | Польове (Паризька Комуна) | Полевое (Polewoje)/Парижская Коммуна (Parischskaja Kommuna) | Slobodo-Petriwka  |
| Potschajiwka (bis 2016 Uljanowka) | Почаївка (Ульяновка)      | Почаевка (Potschajewka)/Ульяновка                           | Potschajiwka      |
| Pyssarschtschyna                  | Писарщина                 | Писарщина (Pissarschtschina)                                | Hryhoriwka        |
| Rudka                             | Рудка                     | Рудка                                                       | Rudka             |
| Sahrebellja                       | Загребелля                | Загребелье (Sagrebelje)                                     | Slobodo-Petriwka  |
| Sajiwka                           | Саївка                    | Саевка (Sajewka)                                            | Serbyniwka        |
| Serbyniwka                        | Сербинівка                | Сербиновка (Serbinowka)                                     | Serbyniwka        |
| Simaky                            | Сімаки                    | Семаки (Semaki)                                             | Oleksandriwka     |
| Skotschak                         | Скочак                    | Скочак                                                      | Potschajiwka      |
| Sliporid-Iwaniwka                 | Сліпорід-Іванівка         | Слепород-Ивановка (Sleporod-Iwanowka)                       | Majorschtschyna   |
| Slobodo-Petriwka                  | Слободо-Петрівка          | Слободо-Петровка (Slobodo-Petrowka)                         | Slobodo-Petriwka  |
| Sotnyzke (bis 2016 Schowtnewe)    | Сотницьке (Жовтневе)      | Сотницкое (Sotnizkoje)/Жовтневое (Schowtnewoje)             | Potschajiwka      |
| Stukaliwka                        | Стукалівка                | Стукаловка (Stukalowka)                                     | Stukaliwka        |
| Switanok                          | Світанок                  | Свитанок                                                    | Topolewe          |
| Tarassiwka                        | Тарасівка                 | Тарасовка (Tarassowka)                                      | Tarassiwka        |
| Topolewe                          | Тополеве                  | Тополевое (Topolewoje)                                      | Topolewe          |
| Widradne                          | Відрадне                  | Отрадное (Otradnoje)                                        | Topolewe          |
| Wyssoke                           | Високе                    | Высокое (Wyssokoje)                                         | Oleksandriwka     |